# Edward MacDowell
Edward Alexander MacDowell (18 de dezembro de 1860 - 23 de janeiro de 1908) foi um compositor e pianista estadunidense do período romântico. Sua melhor obra é o Concerto para Piano Nº2 e as suas suítes, também para piano, Woodland Sketches e New England Idylls. Em 1904 e foi o primeiro estadunidense honrado a ser um membro da Academia Americana de Artes e Letras.

## Biografia
Edward Alexander MacDowell nasceu na cidade Nova Iorque. Ele recebeu suas primeiras lições de piano de Juan Buitrago, um violinista colombiano que estava vivendo com a família de McDowell nesse período. Também recebeu lições de amigos de Buitrago, incluindo a pianista venezuelana Teresa Carreño.
Sua família, mais tarde, se mudou para Paris, França, onde, em 1877 ele foi admitido no Conservatório de Paris. Ele então continuou seus estudo no Conservatório Dr. Hoch, em Frankfurt, Alemanha, onde ele estudou piano com Carl Heymann e composição com Joachim Raff. Quando Franz Liszt visitou o conservatório, em 1879, e assistou um recital com composições dos estudantes, MacDowell executou uma de suas composições, juntamente com um poema sinfônico de Liszt. MacDowell também ensinou piano no Schmitt's Akademie für Tonkust, em Darmstadt (agora conhecida como ) por apenas um ano.

### Carreira

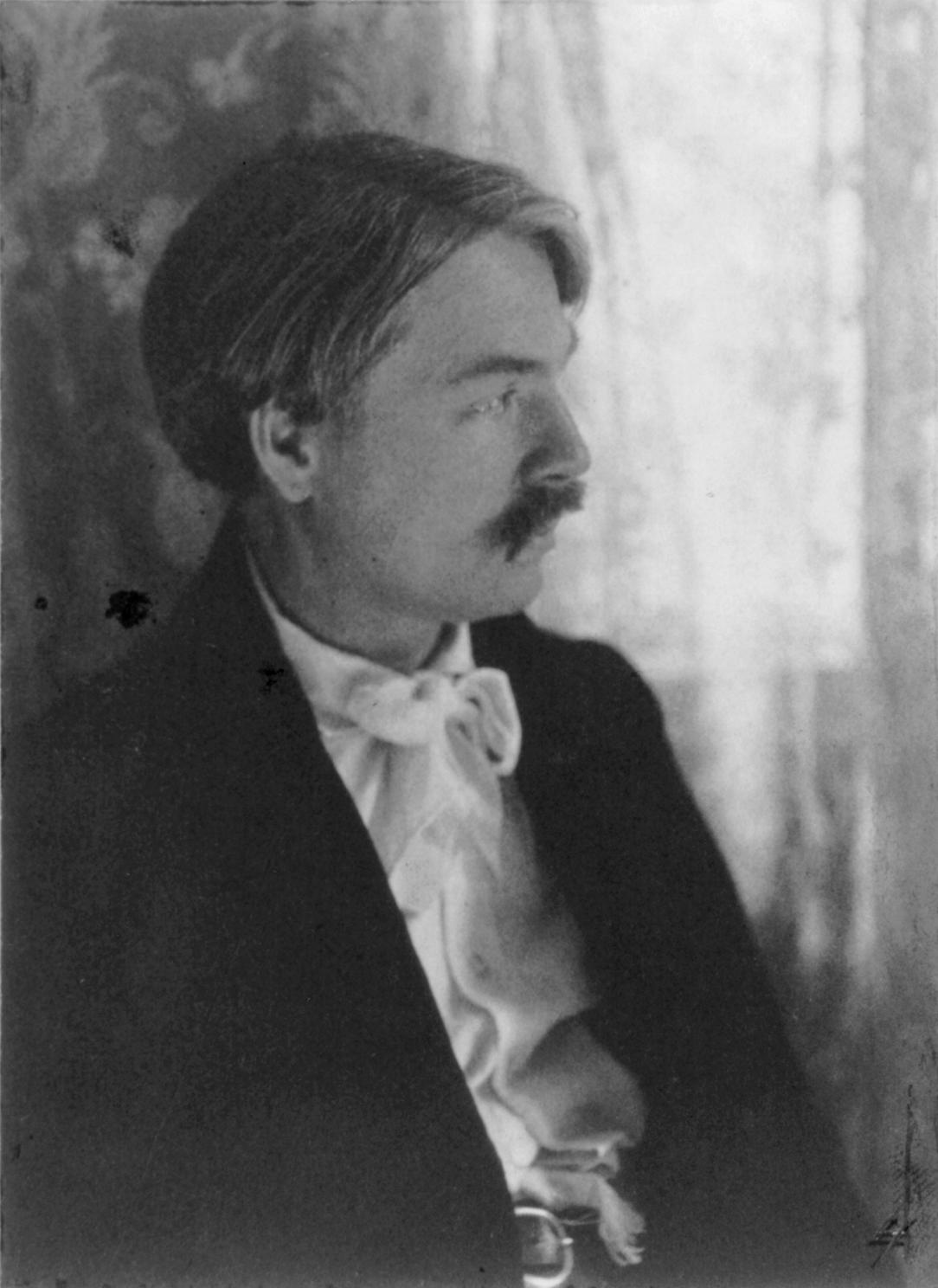
Edward MacDowell em 1906

No período entre 1885 a 1888 MacDowell dedicou-se quase exclusivamente à composição. Mas motivado, em parte, por problemas financeiros, ele decidiu voltar para os Estados Unidos, no Outono de 1888.
MacDowell viveu em Boston até 1896, quando se tornou professor de música da Universidade de Columbia. Ocupou este cargo atè 1904. Além de compor e ensinar, a partir de 1896 ele conduziu o Mendelssohn Glee Club, cargo que ocupou até 1898. Também compôs músicas para esse grupo.
As composições de MacDowell incluem dois concertor para piano, duas suítes orquestrais, quatro poemas sinfônicos, quatro suítes para piano e canções. Ele publicou também, dezenas de transcrições de piano.
De 1896 a 1898, Mac Dowell também publicou 17 peças sob o pseudônimo Edgar Thorn. Em 1904, MacDowell foi um dos primeiros, entre sete pessoas, a ser membros da Academia Americana de Artes e Letras. Depois dessa experiência ele criou uma colônia para artistas, perto de sua casa de verão em Peterborough, New Hampshire.
Em 1904, MacDowell sofreu um acidente: foi atropelado por um táxi, o motivo dele sofrer de uma crescente desordem e demência.Isto fez com que ele parasse de compor e terminou sua carreira como professor, causando-lhe a perda de sua capacidade mental. Lawrence Gilman, uma vez descreveu: "Sua mente se tornou igual a de uma criança. Senta-se silenciosamente, dia após dia, na frente da janela e fica sorrindo, virando as págnias de um livro de contos de fadas".
O Mendelssohn Glee Club levantou dinheiro para ajudar MacDowell. Amigos publicaram um livro para arrecadar fundos para seu atendimento. Entre os signatários estavam: Horatio Parker, Victor Herbert, Arthur Foote, George Whitefield Chadwick, Frederick Converse, Andrew Carnegie, JP Morgan e o ex-presidente Grover Cleveland.
Marian MacDowell, esposa de MacDowell, com quem casou-se em 1884, cuidou dele até o fim da sua vida. Edward MacDowell faleceu em 1908 e foi enterrado nos arredores de sua casa.

## Composições

### Peças para Piano
Op. 1 Amourette (1896) by Edgar Thorn
Op. 2 In Lilting Rhythm (1897) by Edgar Thorn 
Op. 4 Forgotten Fairy Tales (1897) by Edgar Thorn 
Op. 7 Six Fancies (1898) by Edgar Thorn
Op. 10 First Modern Suite (1883)
Op. 13 Prelude and Fugue (1883)
Op. 14 Second Modern Suite (1883)
Op. 15 First Concerto (1885)
Op. 16 Serenata (1883)
Op. 17 Two Fantastic Pieces (1884)
Op. 18 Two Compositions (1884) 
Op. 19 Forest Idylls (1884)
Op. 20 Three Poems (1886) duets 
Op. 21 Moon Pictures (1886) duets after Hans Christian Andersen's "Picture-book without Pictures" 
Op. 23 Second Concerto (1890)
Op. 24 Four Compositions (1887)
Op. 28 Six Idylls after Goethe (1887) 
Op. 31 Six Poems after Heine (1887,1901)
Op. 32 Four Little Poems (1888)
Op. 36 Etude de Concert (1889)
Op. 37 Les Orientales (1889)
Op. 38 Marionettes (1888,1901) 

Op. 39 Twelve Studies (1890)
 
Op. 45 Sonata Tragica (1893) 

Op. 46 Twelve Virtuoso Studies (1894)
Op. 49 Air and Rigaudon (1894)
Op. 50 Sonata Eroica (1895) "Flos regum Arthurus"
Op. 51 Woodland Sketches (1896)
Op. 55 Sea Pieces (1898) 
Op. 57 Third Sonata (1900)
Op. 59 Fourth Sonata (1901)
Op. 61 Fireside Tales (1902) 
Op. 62 New England Idylls (1902)

### Peças Para Orquestra
Op. 15 First Concerto (1885)
Op. 22 Hamlet and Ophelia (1885)
Op. 23 Second Concerto (1890)
Op. 25 Lancelot and Elaine (1888)
Op. 29 Lamia (1908)
Op. 30 Two Fragments after the Song of Roland (1891) I. The Saracens - II. The Lovely Alda
Op. 35 Romance for Violoncello and Orchestra (1888)
Op. 42 First Suite (1891-1893) I. In a Haunted Forest - II. Summer Idyl - III. In October - IV. The Shepherdess' Song - V. Forest Spirits
Op. 48 Indian Suite (1897) I. Legend - II. Love Song - III. In War-time - IV. Dirge - V. Village Festival

### Músicas
Op. 3 Love and Time and The Rose and the Gardener, for male chorus (1897) by Edgar Thorn
Op. 5 The Witch, for male chorus (1898) by Edgar Thorn
Op. 6 War Song, for male chorus (1898) by Edgar Thorn
Op. 9 Two Old Songs, for voice and piano (1894) I. Deserted - II. Slumber Song
Op. 11 and 12 An Album of Five Songs, for voice and piano (1883) I. My Love and I - II. You Love Me Not - III. In the Skies - IV. Night-Song - V. Bands of Roses
Op. 26 From an Old Garden, for voice and piano (1887) I. The Pansy - II. The Myrtle - III. The Clover - IV. The Yellow Daisy - V. The Blue Bell - VI. The Mignonette
Op. 27 Three Songs, for male chorus (1890) I. In the Starry Sky Above Us - II. Springtime - III. The Fisherboy
Op. 33 Three Songs, for voice and piano (1894) I. Prayer - II. Cradle Hymn - III. Idyl
Op. 34 Two Songs, for voice and piano (1889) I. Menie - II. My Jean
Op. 40 Six Love Songs, for voice and piano (1890) I. Sweet, Blue-eyed Maid - II. Sweetheart, Tell Me - III. Thy Beaming Eyes - IV. For Love's Sweet Sake - V. O Lovely Rose - VI. I Ask but This
Op. 41 Two Songs, for male chorus (1890) I. Cradle Song - II. Dance of the Gnomes
Op. 43 Two Northern Songs, for mixed chorus (1891) I. The Brook - II. Slumber Song
Op. 44 Barcarolle, for mixed chorus with four-hand piano accompaniment (1892)
Op. 47 Eight Songs, for voice and piano (1893) I. The Robin Sings in the Apple Tree - II. Midsummer Lullaby - III. Folk Song - IV. Confidence - V. The West Wind Croons in the Cedar Trees - VI. In the Woods - VII. The Sea - VIII. Through the Meadow
Two Songs from the Thirteenth Century, for male chorus (1897) I. Winter Wraps his Grimmest Spell - II. As the Gloaming Shadows Creep
Op. 52 Three Choruses, for male voices (1897) I. Hush, hush! - II. From the Sea - III. The Crusaders
Op. 53 Two Choruses, for male voices (1898) I. Bonnie Ann - II. The Collier Lassie
Op. 54 Two Choruses, for male voices (1898) I. A Ballad of Charles the Bold - II. Midsummer Clouds
Op. 56 Four Songs, for voice and piano (1898) I. Long Ago - II. The Swan Bent Low to the Lily - III. A Maid Sings Light - IV. As the Gloaming Shadows Creep
Op. 58 Three Songs, for voice and piano (1899) I. Constancy - II. Sunrise - III. Merry Maiden Spring
Op. 60 Three Songs, for voice and piano (1902) I. Tyrant Love - II. Fair Springtide - III. To the Golden Rod
Summer Wind, for women's voices (1902)
Two College Songs, for women's voices (1907) I. Alma Mater - II. At Parting